# Albumy numer jeden w roku 1956 (USA)
Lista najlepiej sprzedających się albumów w Stanach Zjednoczonych w 1950 tworzona przez magazyn Billboard.

## Historia notowania
| Data publikacji | Album                 | Artysta                            |
| --------------- | --------------------- | ---------------------------------- |
| 7 stycznia      | Love Me or Leave Me   | Doris Day/Ścieżka dźwiękowa        |
| 14 stycznia     | Love Me or Leave Me   | Doris Day/Ścieżka dźwiękowa        |
| 21 stycznia     | Love Me or Leave Me   | Doris Day/Ścieżka dźwiękowa        |
| 28 stycznia     | Oklahoma!             | Ścieżka dźwiękowa                  |
| 4 lutego        | Oklahoma!             | Ścieżka dźwiękowa                  |
| 11 lutego       | Oklahoma!             | Ścieżka dźwiękowa                  |
| 18 lutego       | Oklahoma!             | Ścieżka dźwiękowa                  |
| 25 lutego       | Oklahoma!             | Ścieżka dźwiękowa                  |
| 3 marca         | Oklahoma!             | Ścieżka dźwiękowa                  |
| 10 marca        | Oklahoma!             | Ścieżka dźwiękowa                  |
| 17 marca        | Oklahoma!             | Ścieżka dźwiękowa                  |
| 24 marca        | Belafonte             | Harry Belafonte                    |
| 31 marca        | Belafonte             | Harry Belafonte                    |
| 7 kwietnia      | Belafonte             | Harry Belafonte                    |
| 14 kwietnia     | Belafonte             | Harry Belafonte                    |
| 21 kwietnia     | Belafonte             | Harry Belafonte                    |
| 28 kwietnia     | Belafonte             | Harry Belafonte                    |
| 5 maja          | Elvis Presley         | Elvis Presley                      |
| 12 maja         | Elvis Presley         | Elvis Presley                      |
| 19 maja         | Elvis Presley         | Elvis Presley                      |
| 19 maja         | Elvis Presley         | Elvis Presley                      |
| 26 maja         | Elvis Presley         | Elvis Presley                      |
| 2 czerwca       | Elvis Presley         | Elvis Presley                      |
| 9 czerwca       | Elvis Presley         | Elvis Presley                      |
| 16 czerwca      | Elvis Presley         | Elvis Presley                      |
| 23 czerwca      | Elvis Presley         | Elvis Presley                      |
| 30 czerwca      | Elvis Presley         | Elvis Presley                      |
| 7 lipca         | Elvis Presley         | Elvis Presley                      |
| 14 lipca        | My Fair Lady          | Original Cast                      |
| 21 lipca        | My Fair Lady          | Original Cast                      |
| 28 lipca        | My Fair Lady          | Original Cast                      |
| 4 sierpnia      | My Fair Lady          | Original Cast                      |
| 11 sierpnia     | My Fair Lady          | Original Cast                      |
| 11 sierpnia     | My Fair Lady          | Original Cast                      |
| 18 sierpnia     | My Fair Lady          | Original Cast                      |
| 25 sierpnia     | My Fair Lady          | Original Cast                      |
| 1 września      | My Fair Lady          | Original Cast                      |
| 8 września      | Calypso               | Harry Belafonte                    |
| 15 września     | Calypso               | Harry Belafonte                    |
| 22 września     | Calypso               | Harry Belafonte                    |
| 29 września     | Calypso               | Harry Belafonte                    |
| 6 października  | The King and I        | Ścieżka dźwiękowa                  |
| 13 października | The Eddy Duchin Story | Carmen Cavallaro/Ścieżka dźwiękowa |
| 20 października | Calypso               | Harry Belafonte                    |
| 27 października | Calypso               | Harry Belafonte                    |
| 3 listopada     | Calypso               | Harry Belafonte                    |
| 10 listopada    | Calypso               | Harry Belafonte                    |
| 17 listopada    | Calypso               | Harry Belafonte                    |
| 24 listopada    | Calypso               | Harry Belafonte                    |
| 1 grudnia       | Calypso               | Harry Belafonte                    |
| 8 grudnia       | Elvis                 | Elvis Presley                      |
| 15 grudnia      | Elvis                 | Elvis Presley                      |
| 22 grudnia      | Elvis                 | Elvis Presley                      |
| 29 grudnia      | Elvis                 | Elvis Presley                      |